# Transportujuća ATPaza nikla
Transportujuća ATPaza nikla (EC 3.6.3.24, Nickel-transporting ATPase) je enzim sa sistematskim imenom ATP fosfohidrolaza (import nikla). Ovaj enzim katalizuje sledeću hemijsku reakciju
ATP + 2O + Ni2+out {\displaystyle \rightleftharpoons } ADP + fosfat + Ni2+in
Ova ATPaza ABC-tipa je karakteristična po prisustvu dva slična ATP-vezujuća domena.

## Spoljašnje veze
- Nickel-transporting+ATPase на 